# Pál von Hertzka
Pál von Hertzka (* 6. Januar 1898 in Szeged; † 29. Dezember 1978 oder 29. Oktober 1979) war ein ungarischer Fußballschiedsrichter. 

## Werdegang
Hertzka wurde 1934 FIFA-Schiedsrichter. Am 2. Mai 1935 leitete er im Wiener Praterstadion mit der Partie Österreich gegen Polen (5:2) sein erstes Länderspiel. Am 5. Juli 1936 pfiff Hertzka im Gamla Ullevi in Göteborg die Partie Schweden gegen Norwegen (2:0), die zur Nordische Fußballmeisterschaft zählte.
Im August 1936 war Hertzka bei den Olympischen Sommerspielen in Berlin bei insgesamt fünf Partien als Schieds- bzw. Linienrichter aktiv. Er pfiff unter anderem das Halbfinale Italien gegen Norwegen, das die Azzurri mit 2:1 nach Verlängerung gewannen. Im Finale zwischen Italien und Österreich (2:1 n. V.) agierte er unter dem deutschen Schiedsrichter Peco Bauwens als Linienrichter.
Nachdem er 1937 bzw. 1938 zwei Qualifikationsspiele für die Weltmeisterschaft 1938 geleitet hatte, wurde Hertzka bei der Endrunde in Frankreich erster ungarischer Schiedsrichter einer WM-Partie. Er pfiff am 12. Juni 1938 das Viertelfinale Brasilien gegen die Tschechoslowakei im Stade du Parc Lescure in Bordeaux. Beim Spiel, das nach Verlängerung 1:1 endete und zwei Tage später wiederholt werden musste, stellte Hertzka zwei brasilianische und einen tschechoslowakischen Spieler vom Platz; fünf weitere Akteure (zwei Brasilianer und drei Tschechoslowaken) mussten aufgrund schwerer Verletzungen das Feld während des Spiels verlassen.
Nach dem Zweiten Weltkrieg leitete Hertzka zwei Länderspiele Ungarns. Das letzte seiner insgesamt elf Länderspiele pfiff er am 30. September 1945 beim 7:2-Sieg Ungarns gegen Rumänien im Üllői úti in Budapest. Vom aktiven nationalen Schiedsrichterwesen zog sich Hertzka 1950 zurück.
Im Jahr 2005 wurde vom Magyar Labdarúgó Szövetség der Pál-Hertzka-Preis ins Leben gerufen, mit dem nach jeder Meisterschaftssaison der Schiedsrichter des Jahres ausgezeichnet wird.